# Pumalín-Park

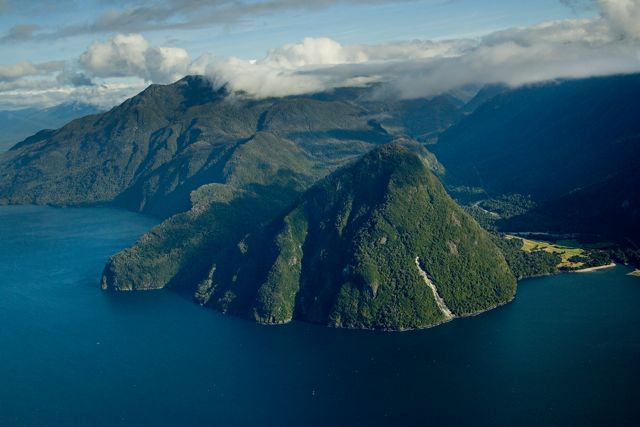
Die Fjorde und gemäßigten Regenwälder des Pumalín-Parks

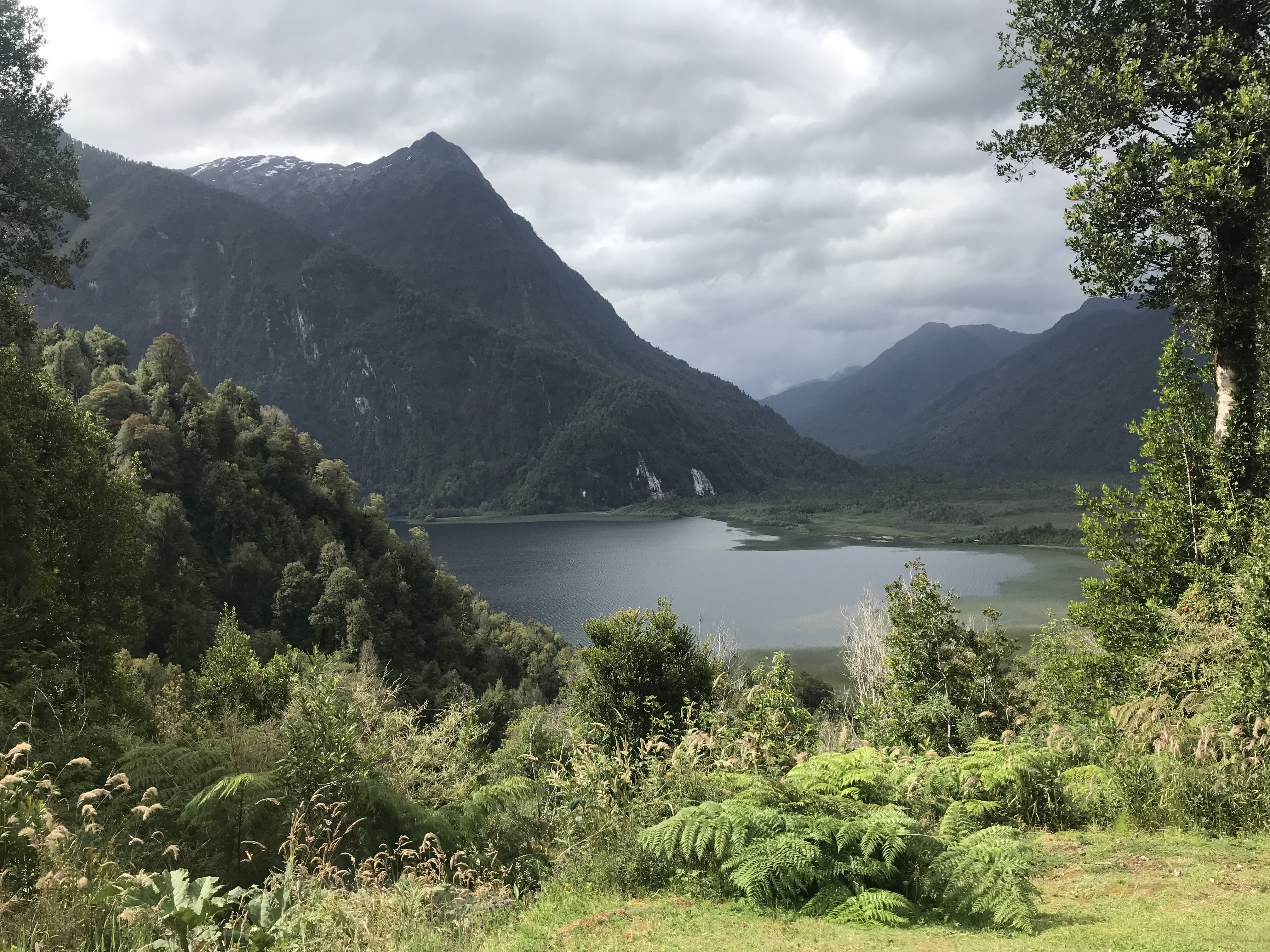
Regenwald im Pumalín-Park

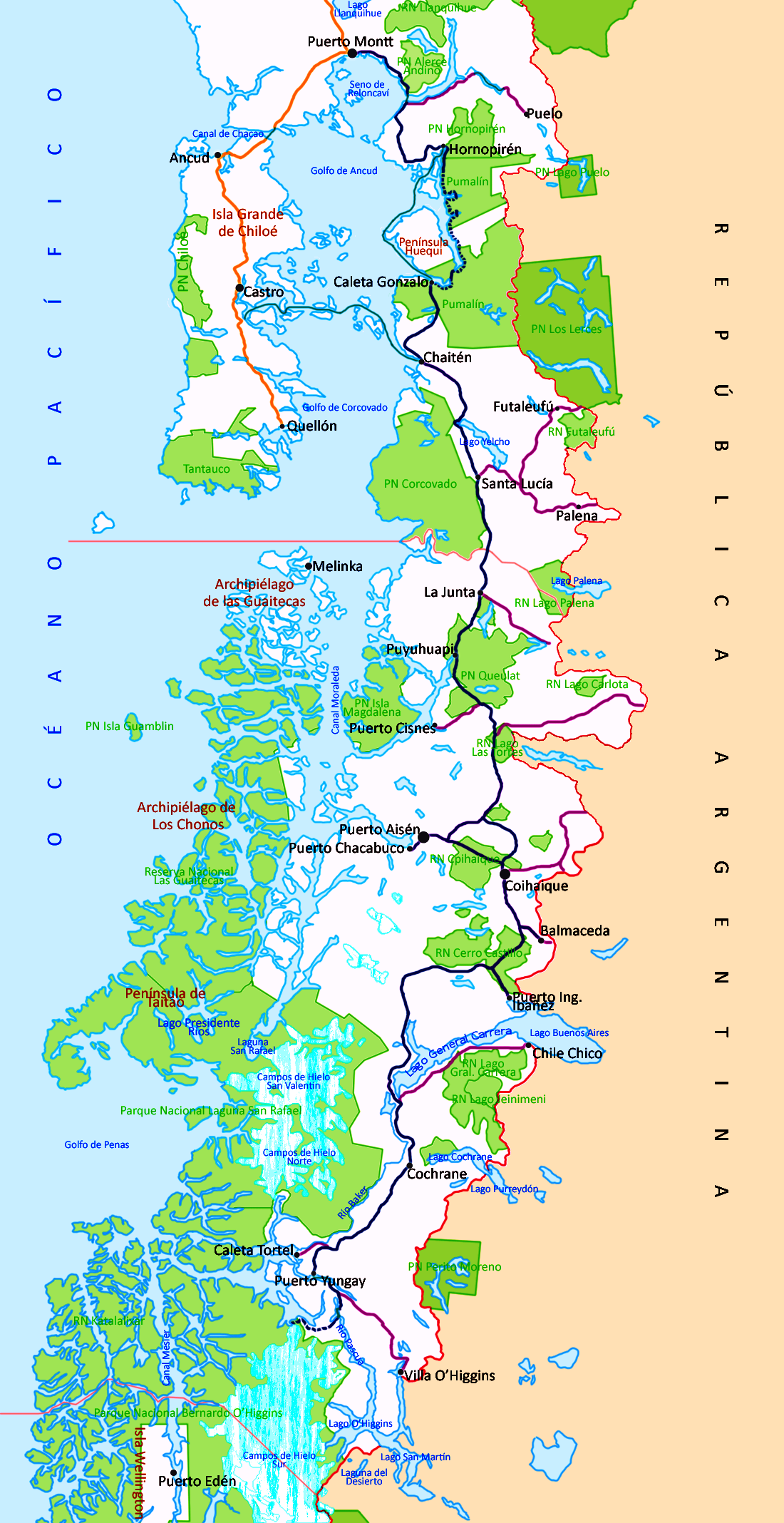
Der Pumalín-Park befindet sich auf der rechten oberen Ecke der Karte

Der Pumalín-Park (spanisch: Parque Pumalín) ist ein Nationalpark und ehemaliges Naturschutzprojekt des US-amerikanischen Millionärs Douglas Tompkins.
Er liegt im Süden Chiles, zwischen Hornopirén und Chaitén. Mit einer Fläche von inzwischen rund 402.392 Hektar (4.023,92 Quadratkilometer) war Pumalín der größte private Park des Landes.

## Zweck
Der Park wurde errichtet, um den sogenannten gemäßigten Regenwald zu schützen. Er umfasst das letzte große zusammenhängende Waldgebiet Chiles. Außerdem kaufte Tompkins Gebiete dazu, die von Rinderzüchtern und der Holzindustrie entwaldet wurden. Jährlich werden im Pumalín-Park 300.000 heimische Bäume und andere Gewächse angepflanzt. Damit versucht man die ursprüngliche Natur wiederherzustellen.

## Arbeitsort
Der Pumalín-Park ist nicht nur ein Naturschutzgebiet, sondern auch ein Arbeitgeber für die einheimische Bevölkerung. So stricken die Frauen der Umgebung Kleidung. Dafür verwenden sie Wolle von Schafen, die im Park gehalten werden. Auch Früchte und Gemüse werden biologisch angebaut und landesweit verkauft.

## Schutzgebiet und Vulkanausbruch
Im August 2006 erklärte der chilenische Staat das Gebiet zum Schutzgebiet.
Wegen der Ausbrüche des in der Nähe gelegenen Vulkans Chaitén wurde der Park zeitweilig geschlossen. Seit Mitte Dezember 2010 ist er wieder geöffnet.

## Kritik
Die Fischindustrie fühlt sich in ihren alten Rechten vom Park eingeschränkt und kämpft vor Gericht gegen eine Ausweitung.
In den Fjorden an der Küste des Parks wurden viele Lachsfarmen errichtet. Sie verschmutzen mit ihrem künstlichen Zuchtfutter, den Ausscheidungen der Tiere und dem Medikamenteneinsatz die Gewässer.